# 체로알볼투르노
체로알볼투르노(이탈리아어: Cerro al Volturno)는 이탈리아 몰리세주 이세르니아도의 코무네다. 캄포바소로부터 서쪽 45km 이세르니아 북서쪽 10km 거리에 있다.